# Real Madrid Club de Fútbol 1990-1991
Questa voce raccoglie le informazioni riguardanti il Real Madrid Club de Fútbol nelle competizioni ufficiali della stagione 1990-1991.

## Rosa
| N. |                       | Ruolo | Calciatore                  |
| -- | --------------------- | ----- | --------------------------- |
|    | Spagna (bandiera)     | P     | Francisco Buyo              |
|    | Spagna (bandiera)     | P     | Pedro Jaro                  |
|    | Spagna (bandiera)     | P     | Julen Lopetegui             |
|    | Spagna (bandiera)     | D     | Chendo                      |
|    | Spagna (bandiera)     | D     | Jesús Ángel Solana          |
|    | Spagna (bandiera)     | D     | Francisco Villarroya        |
|    | Spagna (bandiera)     | D     | Manuel Sanchís              |
|    | Spagna (bandiera)     | D     | Miguel Tendillo             |
|    | Jugoslavia (bandiera) | D     | Predrag Spasić              |
|    | Spagna (bandiera)     | D     | Víctor Manuel Torres Mestre |
|    | Spagna (bandiera)     | C     | Míchel                      |
|    | Spagna (bandiera)     | C     | Fernando Hierro             |
|    | Romania (bandiera)    | C     | Gheorghe Hagi               |

| N. |                      | Ruolo | Calciatore                |
| -- | -------------------- | ----- | ------------------------- |
|    | Spagna (bandiera)    | C     | Juan José Sánchez Maqueda |
|    | Spagna (bandiera)    | C     | Adolfo Aldana             |
|    | Spagna (bandiera)    | C     | Santiago Aragón           |
|    | Spagna (bandiera)    | C     | Rafael Gordillo           |
|    | Spagna (bandiera)    | C     | Paco Llorente             |
|    | Spagna (bandiera)    | C     | Luis Milla                |
|    | Spagna (bandiera)    | C     | Joaquín Parra             |
|    | Spagna (bandiera)    | A     | Emilio Butragueño         |
|    | Messico (bandiera)   | A     | Hugo Sánchez              |
|    | Spagna (bandiera)    | A     | Sebastián Losada          |
|    | Spagna (bandiera)    | A     | Alfonso Pérez             |
|    | Argentina (bandiera) | A     | Juan Esnáider             |
|    | Spagna (bandiera)    | A     | Ismael Urzaiz             |